# 大屯镇 (滦平县)
大屯镇，是中华人民共和国河北省承德市滦平县下辖的一个乡镇级行政单位。 2017年3月29日，大屯满族乡撤乡设镇。

## 行政区划
大屯满族乡下辖以下地区：
大屯村、菸青村、东窑上村、东院村、二道窝铺村、兴洲村、路南营村、小城子村、蔄子沟村、奎木沟村、烧锅营村、岑沟村、窑岭村和窑沟门村。